# Batalla de Cannes
La batalla de Cannes o Cannas fou un enfrontament militar entre romans i cartaginesos prop de la ciutat de Cannes (del llatí Cannae) a la Pulla i forma part de la Segona Guerra Púnica.

## Antecedents
Hanníbal havia passat l'hivern a Gerúnium i en va sortir al començar la primavera del 216 aC en direcció a Cannes, que era una ciutat que havia quedat destruïda l'any anterior però de la que la ciutadella es conservava i els romans l'estaven utilitzant; els cartaginesos es van apoderar del lloc i de les provisions i subministraments romans emmagatzemats allí. Va ocupar la ciutadella i va establir el camp a la rodalia. Els generals romans van rebre ordre de buscar un enfrontament general i van seguir al cartaginès quedant ambdues forces no gaire lluny; l'endemà Varró va insistir a avançar encara més a prop i els romans van establir dos camps: un a prop del costat sud del riu Vergellus (on ja eren abans) i un altre amb poques forces al costat oposat (el riu era fàcil de creuar).
El dia de la batalla, Varró va travessar el riu amb la part més important del seu exèrcit. El van organitzar en dos blocs en línies tancades, el d'infanteria lleugera davant i el de la pesant darrere; a la dreta, a tocar del riu, la cavalleria romana, i a l'esquerra la cavalleria dels aliats.
Hanníbal va formar també amb dues línies pel centre, formades per gals i ibers, apuntant al centre romà; els dos flancs els cobrien els soldats d'infanteria libis, a la dreta la cavalleria númida i a l'esquerra la cavalleria ibera i dels gals.

## Desenvolupament tàctic
Els romans van iniciar l'atac i el centre cartaginès va cedir el terreny, però les ales cartagineses es van mantenir fermes. En aquesta posició van iniciar l'atac les cavalleries cartagineses; la númida va trobar resistència dels aliats romans, però la cavalleria íbera i gal·la va ser superior als seus rivals. Hanníbal va enviar la resta d'aquesta cavalleria a reforçar a la númida.
Les dues ales d'infanteria cartaginesa no podien ser enfonsades per les ales romanes, que finalment foren rebutjades cap al centre on els romans portaven avantatge però havien avançat tant que es va acabar per formar una u en la que els romans van quedar envoltats pels cartaginesos. La cavalleria cartaginesa que va reforçar als númides va rebutjar la cavalleria dels aliats romans i llavors va començar el moviment sobre l'esquena de la infanteria romana. La cavalleria romana va retirar-se i les dues ales de la cavalleria cartaginesa van tenir el camp lliure per situar-se a l'esquena de l'infantaria romana i tancar el setge. La resta de la batalla fou l'eliminació de l'exèrcit romà. Uns cinquanta mil romans (setze legions) van morir en la batalla.

## Conseqüències
Lluci Banci (Lucius Bantius) un militar romà natural de Nola, va prestar servei en l'exèrcit romà a la batalla, on fou greument ferit i fet presoner per Hanníbal. Aquest el va tractar amablement i el va enviar a casa seva, i en agraïment Banci va voler rendir la ciutat de Nola als cartaginesos, però finalment va tornar a la lleialtat als romans mercès a la prudent conducta de Marcel.